# Uma Prova de Amor - Ao Vivo
Uma Prova de Amor - Ao Vivo é o quarto álbum ao vivo e o quarto DVD do cantor e compositor brasileiro Zeca Pagodinho, lançado em 2009. O álbum faz parte da série MTV Especial, da MTV Brasil, e foi certificado com Disco de Ouro pelas mais de 25 mil cópias vendidas no país, segundo a ABPD.

## Faixas

### CD
1. Deixa a Vida Me Levar
2. Uma Prova de Amor
3. Eta Povo Pra Lutar
4. Jura
5. Se Ela Não Gosta de Mim
6. Ogum
7. Quando a Gira Girou
8. Normas da Casa
9. Maneiras
10. Coração em Desalinho
11. Verdade
12. Não Sou Mais Disso
13. Lama nas Ruas (part. Almir Guineto)
14. Patota de Cosme
15. Esta Melodia (part. Velha Guarda da Portela)
16. Quando Eu Contar Iaia / Hei De Guardar Teu Nome / Vou Lhe Deixar No Sereno / Quem Sorriu Foi A Patroa / Bagaço Da Laranja (part. Jorge Ben Jor)

### DVD
1. Deixa a Vida Me Levar
2. Eta Povo Pra Lutar
3. Uma Prova de Amor
4. Lama nas Ruas (part. Almir Guineto)
5. Seu Balancê
6. Não Sou Mais Disso
7. Então Leva
8. Faixa Amarela
9. Vai Vadiar
10. Patota do Cosme
11. Ogum (part. Jorge Ben Jor)
12. Taj Mahal (part. Jorge Ben Jor)
13. Minha Fé
14. Se Ela Não Gosta de Mim
15. Esta Melodia (part. Velha Guarda da Portela)
16. Vivo Isolado do Mundo (part. Velha Guarda da Portela)
17. Jura
18. Alô, Mundo
19. Maneiras
20. Normas da Casa
21. Ratatúia
22. Quando a Gira Girou
23. Coração em Desalinho
24. Verdade
25. Quando Eu Contar Iaiá / Hei De Guardar Teu Nome / Vou Lhe Deixar No Sereno / Quem Sorriu Foi A Patroa / Bagaço Da Laranja (part. Jorge Ben Jor)
26. Uma Prova de Amor (instrumental)